# پیوتر سوگوفسکی
پیوتر سوگوفسکی (لهستانی: Piotr Cugowski؛ زادهٔ ۵ اکتبر ۱۹۷۹) خواننده، ترانه‌پرداز و تهیه‌کننده موسیقی اهل لهستان است. وی عضو انجمن تولیدکنندگان صدا و تصویر لهستان است.
از فیلم‌ها یا مجموعه‌های تلویزیونی که وی در آن‌ها نقش داشته‌است، می‌توان به راه‌های آزادی اشاره نمود.